# Couëron
Couëron is een gemeente in het Franse departement Loire-Atlantique (regio Pays de la Loire). De gemeente telde 23.541 inwoners op 1 januari 2022. De plaats maakt deel uit van het arrondissement Nantes en van het gemeentelijke samenwerkingsverband Nantes Métropole. In de gemeente ligt spoorwegstation Couëron.

## Geschiedenis
De plaats werd voor het eerst genoemd in 850 maar ontwikkelde zich pas echt in de late middeleeuwen. In 1345 kreeg Couëron een wekelijkse markt. De kerk en een markthal werden gebouwd. De stad groeide verder in de 17e en de 18e eeuw, maar de oevers van de Loire, te gevoelig voor overstromingen, bleven onbebouwd. Hier kwam pas verandering nadat er kaaien werden aangelegd in de 18e eeuw. In de 19e eeuw groeide de bevolking dankzij de komst van industrie en de gemeente groeide langs de weg naar Nantes. Van 1860 tot haar sluiting in 1988 was er een grote loodgieterij (Pontgibaud) in Couëron.

## Geografie
De oppervlakte van Couëron bedroeg op 1 januari 2022 44,03 vierkante kilometer; de bevolkingsdichtheid was toen 534,7 inwoners per km². De gemeente ligt op de rechteroever van de Loire.
De onderstaande kaart toont de ligging van Couëron met de belangrijkste infrastructuur en aangrenzende gemeenten.

## Demografie
Onderstaande figuur toont het verloop van het inwonertal (bron: INSEE-tellingen).

## Patrimonium
De gemeente kent geen oude monumenten. De bouwvallige 13e-eeuwse kerk werd in 1872 afgebroken en vervangen door de nieuwe Saint-Symphorien die neoromaanse en neogotische elementen verenigt. In de kerk zijn wel stukken uit de afgebroken abdij Notre-Dame de Buzay (Rouans). De gemeente bezit industrieel erfgoed waaronder de Tour à plomb, de gebouwen van de oude loodfabriek.

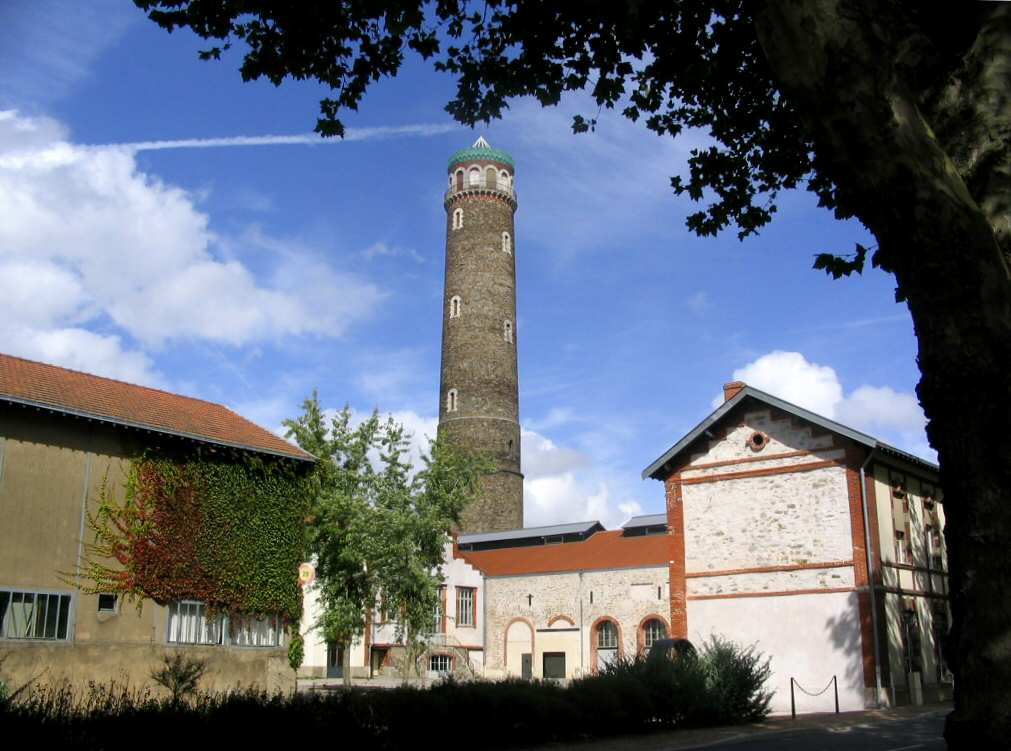
Tour à plomb

## Geboren
- Alcide d'Orbigny (1802-1857), natuuronderzoeker, zoöloog, botanicus, paleontoloog en stratigraaf